# Rue de Laghouat
La rue de Laghouat est une voie du 18e arrondissement de Paris, en France.

## Situation et accès
La rue de Laghouat est une voie publique située dans le 18e arrondissement de Paris. Elle débute au 39, rue Stephenson et se termine au 18, rue Léon.
Elle est située dans le quartier où ont été groupés des noms rappelant les campagnes d'Algérie.
Le quartier est desservi par la station de métro Château Rouge (ligne 4).

## Origine du nom
Le nom de la rue fait référence au siège de Laghouat en 1852, pendant la conquête coloniale de l'Algérie. Les massacres perpétrés par l'armée française à cette occasion ont provoqué la pose d'une plaque commémorative en 2024.

## Historique
Cette voie est ouverte, sur l'ancienne commune de la Chapelle, par une ordonnance du 14 mai 1841 sous le nom de « rue de Mazagran » en souvenir du siège de Mazagran de 1840.
Classée dans la voirie parisienne par un décret du 23 mai 1863, elle prend sa dénomination actuelle par un décret du 24 août 1864.

## Bâtiments remarquables et lieux de mémoire
- No 12 : le comédien français Nerssant meurt au 12 le 14 juillet 1903.
- No 21 : immeuble de style moderniste construit en 1934 par les architectes André Bertin et Abro Kandjian[2].